# Episodi di And Just Like That... (terza stagione)
La terza e ultima stagione della serie televisiva And Just Like That..., composta da dodici episodi, è stata distribuita dal servizio streaming statunitense HBO Max dal 29 maggio al 14 agosto 2025.
In Italia, la stagione è andata in onda in prima visione sul canale satellitare Sky Serie dal 30 maggio al 15 agosto 2025.
| nº | Titolo originale     | Titolo italiano                | Pubblicazione USA | Prima TV Italia |
| -- | -------------------- | ------------------------------ | ----------------- | --------------- |
| 1  | Outlook Good         | Risvolto positivo              | 29 maggio 2025    | 30 maggio 2025  |
| 2  | The Rat Race         | La corsa del ratto             | 5 giugno 2025     | 6 giugno 2025   |
| 3  | Carrie Golightly     | Carrie Golightly               | 12 giugno 2025    | 13 giugno 2025  |
| 4  | Apples to Apples     | Giochi di famiglia             | 19 giugno 2025    | 20 giugno 2025  |
| 5  | Under the Table      | Sotto al tavolo                | 26 giugno 2025    | 27 giugno 2025  |
| 6  | Silent Mode          | Modalità silenziosa            | 3 luglio 2025     | 4 luglio 2025   |
| 7  | They Wanna Have Fun  | Le ragazze vogliono divertirsi | 10 luglio 2025    | 11 luglio 2025  |
| 8  | Happily Ever After   | Per sempre felici e contenti   | 17 luglio 2025    | 18 luglio 2025  |
| 9  | Present Tense        | Presente                       | 24 luglio 2025    | 25 luglio 2025  |
| 10 | Better Than Sex      | Meglio del sesso               | 31 luglio 2025    | 1º agosto 2025  |
| 11 | Forget About the Boy | Dimentica il ragazzo           | 7 agosto 2025     | 8 agosto 2025   |
| 12 | Party of One         | Tavolo per uno                 | 14 agosto 2025    | 15 agosto 2025  |

## Risvolto positivo
- Titolo originale: Outlook Good
- Diretto da: Michael Patrick King
- Scritto da: Michael Patrick King

### Trama
Carrie vive ora a Gramercy Park, nell'appartamento acquistato da Seema, e invia cartoline bianche ad Aidan, trasferitosi in Virginia per stare vicino al figlio. Nonostante il legame tra i due sia ancora affettuoso, Carrie inizia a sentirsi bloccata, soprattutto dopo una chiamata in cui Aidan, ubriaco, propone di fare sesso telefonico. La conversazione si rivela imbarazzante e poco soddisfacente. Carrie partecipa a una serata a teatro con Anthony, Giuseppe, Lily e Rock. Durante l'intervallo, Giuseppe le suggerisce di scrivere come se Aidan non dovesse mai più tornare. La riflessione la spinge a mettere in discussione il proprio futuro e la sua voce narrante lascia intendere che sia pronta a voltare pagina. Miranda, tornata single dopo la rottura con Che, frequenta un bar lesbico dove incontra Mary, una donna canadese con cui trascorre la notte. Il mattino dopo scopre che Mary è una suora in congedo e che la notte con lei è stata la sua prima esperienza sessuale. Mary si affeziona subito a Miranda, le scrive messaggi affettuosi e la invita a una colazione insieme. Miranda decide di chiudere la relazione, consigliandole di prendersi del tempo per esplorare la propria nuova libertà. La vicenda è raccontata a Carrie, che commenta ironicamente la situazione. Charlotte viene accusata da Jane Hayes di avere un cane aggressivo, ma si scopre che è stato un cane simile al suo ad agitarsi. Più tardi Charlotte si rende conto di essere sopraffatta dai compiti familiari e lavorativi, e inizia a interrogarsi su cosa desideri davvero per sé stessa. Lisa è impegnata con la sua docu-serie per la PBS sulle donne nere non celebrate e si sente frustrata quando le sue produttrici vogliono che includa Michelle Obama. Discute con il marito, che le suggerisce di delegare, ma Lisa si sente incompresa. Alla fine riesce a bilanciare gli impegni, pur con qualche difficoltà. Seema si vede con Ravi, appena arrivato dall'Egitto, con cui ha una relazione stabile ma messa alla prova dalla distanza e dagli impegni di lavoro di lui. La coppia sembra affiatata, anche se emergono i primi segnali di possibili tensioni future. Anthony e Giuseppe mostrano segni di incompatibilità caratteriale: Giuseppe vorrebbe maggiore apertura emotiva, mentre Anthony si mostra ancora rigido e poco propenso al confronto. La situazione rimane irrisolta. L'episodio termina con Carrie che riflette sulla possibilità di ricominciare a scrivere partendo da sé stessa, senza attendere il ritorno di Aidan.
- Guest star: Rosie O'Donnell (Mary), Armin Amiri (Ravi Gordi), Elijah Jacob (Herbert Wexley Jr.), Alexander Bello (Henry Wexley), Ellie Reine (Gabrielle Wexley), Nancy Shayne (Jane Hayes), Chinaza Uche (Chauncey), Deborah S. Craig (Eesha), Carolyn Michelle (Sheryl), Quincy Tyler Bernstine (Grace), James Monroe Iglehart (Five Alarm Choir), T. Oliver Reid (Five Alarm Choir), Destan Owens (Five Alarm Choir), Samuel Mckelton (Five Alarm Choir).

## La corsa del ratto
- Titolo originale: The Rat Race
- Diretto da: Michael Patrick King
- Scritto da: Julie Rottenberg e Elisa Zuritsky

### Trama
- Guest star: Cheri Oteri (Sydney Cherkov), Kristen Schaal (Lois Fingerhood), Logan Marshall-Green (Adam), John Glover (Elliot), Tim Bagley (Greg), Katerina Tannenbaum (Lisette Alee), Elijah Jacob (Herbert Wexley Jr.), Quincy Tyler Bernstine (Grace), John Behlmann (Alex), Courtnee Carter (Serena), Cate Hayman (Sloane), Wakeema Hollis (Deirdre), Sas Goldberg (Ava), Bonnie Milligan (Lela), Irina Dvorovenko (istruttrice di danza).

## Carrie Golightly
- Titolo originale: Carrie Golightly
- Diretto da: Michael Patrick King
- Scritto da: Samantha Irby

### Trama
- Guest star: Rosemarie DeWitt (Kathy), Logan Marshall-Green (Adam), John Glover (Elliot), Ashlie Atkinson (Amanda), Deborah S. Craig (Eesha Kim), Carolyn Michelle (Sheryl), Quincy Tyler Bernstine (Grace), Ryan Serhant (se stesso), Sam Pancake, Randy Blair (Mike), Jon Collin Barclay (Rolf), Bonnie Milligan (Lela).

## Giochi di famiglia
- Titolo originale: Apples to Apples
- Diretto da: Michael Patrick King
- Scritto da: Michael Patrick King

### Trama
- Guest star: Rosemarie DeWitt (Kathy), Mehcad Brooks (Marion Odin), Deborah S. Craig (Eesha Kim), Carolyn Michelle (Sheryl), Ryan Serhant (se stesso), Corbin Drew Ross (Homer Shaw), Jason Schmidt (Tate Shaw), Tony Crane (Bob), Harris Yulin (Morris Goldenblatt), Annie Golden (Marilyn), Will Beinbrink (Cyril Silvestri).

## Sotto al tavolo
- Titolo originale: Under the Table
- Diretto da: Julie Rottenberg
- Scritto da: Rachel Palmer

### Trama
- Guest star: Jonathan Cake (Duncan Reeves), Logan Marshall-Green (Adam), Mehcad Brooks (Marion Odin), Ellie Reine (Gabrielle Wexley), Alexander Bello (Henry Wexley), Stephanie Cannon (Linda).

## Modalità silenziosa
- Titolo originale: Silent Mode
- Diretto da: Julie Rottenberg
- Scritto da: Susan Fales-Hill

### Trama
- Guest star: Julie Halston (Bitsy von Muffling), Jonathan Cake (Duncan Reeves), Mehcad Brooks (Marion Odin), Pat Bowie (Eunice Wexley), Alexander Bello (Henry Wexley), Ellie Reine (Gabrielle Wexley), Elijah Jacob (Herbert Wexley Jr.), Antino Crowley-Kamenwati (Hinton Baraka), Jenifer Lewis (Lucille Highwater).

## Le ragazze vogliono divertirsi
- Titolo originale: They Wanna Have Fun'
- Diretto da: Anu Valia
- Scritto da: Lucas Froehlich

### Trama
- Guest star: Julie Halston (Bitsy von Muffling), Jonathan Cake (Duncan Reeves), Logan Marshall-Green (Adam), Alexander Bello (Henry Wexley), Bonnie Milligan (Lela), Stephanie Gibson (Bonnie), Tomás Matos, Patti LuPone (dott.ssa Gianna Amato).

## Per sempre felici e contenti
- Titolo originale: Happily Ever After
- Diretto da: Anu Valia
- Scritto da: Julie Rottenberg e Elisa Zuritsky

### Trama
- Guest star: Logan Marshall-Green (Adam), Mehcad Brooks (Marion Odin), Bonnie Milligan (Lela), Ellie Reine (	Gabrielle Wexley), Victor Garber (Mark Kasabian), Patti LuPone (dott.ssa Gianna Amato).

## Presente
- Titolo originale: Present Tense
- Diretto da: Anu Valia
- Scritto da: Julie Rottenberg e Elisa Zuritsky

### Trama
- Guest star: Andy Cohen (Daniel), Jonathan Cake (Duncan Reeves), Logan Marshall-Green (Adam), Mehcad Brooks (Marion Odin), Alexander Bello (Henry Wexley), AJ Cedeno (Martin Salizar), Patti LuPone (dott.ssa Gianna Amato).

## Meglio del sesso
- Titolo originale: Better Than Sex
- Diretto da: Michael Patrick King
- Scritto da: Samantha Irby

### Trama
- Guest star: Susie Essman (Rhonda Portante), Jonathan Cake (Duncan Reeves), Logan Marshall-Green (Adam), Ella Stiller (Mia), Tina Benko, Ellie Reine (Gabrielle Wexley), Pat Bowie (Eunice Wexley), Alexander Bello (Henry Wexley), Elijah Jacob (Herbert Wexley Jr.).

## Dimentica il ragazzo
- Titolo originale: Forget About the Boy
- Diretto da: Michael Patrick King
- Scritto da: Michael Patrick King e Susan Fales-Hill

### Trama
- Guest star: Jackie Hoffman (Shana), Logan Marshall-Green (Adam), Katerina Tannenbaum (Lisette Alee), Ashlie Atkinson (Amanda), Tim Bagley (Greg), Pat Bowie (Eunice Wexley), Wakeema Hollis (Deirdre), Ellie Reine (Gabrielle Wexley), Alexander Bello (Henry Wexley), Elijah Jacob (Herbert Wexley Jr.), Victor Garber (Mark Kasabian).

## Tavolo per uno
- Titolo originale: Party of One
- Diretto da: Michael Patrick King
- Scritto da: Michael Patrick King e Susan Fales-Hill

### Trama
- Guest star: Jackie Hoffman (Shana), Logan Marshall-Green (Adam), Mehcad Brooks (Marion Odin), Ella Stiller (Mia), Victor Garber (Mark Kasabian).